# Традиционен китайски
Традиционният китайски се отнася до един от двата стандартицирани начина за изписване на китайски език, тоест става дума за традиционни китайски йероглифи (на традиционен китайски: 繁體字/正體字, на опростен китайски: 繁体字/正体字) – един от двата стандартни набора от китайски йероглифи. Съвременният вид на традиционните китайски йероглифи се появява за пръв път в монашеските ръкописи от времето на династия Хан и остава почти непроменен до V век по времето на Южните и северните династии. Думата традиционен в името се използва, за да се разграничи от другия стандартен набор от йероглифи — опростения китайски, стандартизиран от правителството на Китай през 1950-те години.